# Zdeněk Schaefer
Zdeněk Schaefer (ur. 19 sierpnia 1906 w Telču, zm. 15 października 1974) – czechosłowacki mykolog.

## Życiorys i praca naukowa
Był Czechem. Urodził się w Telču, w powiecie Igława w kraju Wysoczyna, w ówczesnej Czechosłowacji. Po ukończeniu szkoły średniej w 1932 r. przez dwa lata służył w wojsku, w 1926 roku wstąpił do Wyższej Szkoły Technicznej w Brnie. Od 1935 roku mieszkał i pracował w Instytucie Chemii w Krelovie, studiując różne metody produkcji szkła. W 1936 roku poślubił Annę Katzerovą. Po zakończeniu II wojny światowej kontynuował pracę w przemyśle szklarskim. Od 1951 roku pracował w instytucie badawczym w Sazavie, od 1953 w Hradcu Králové. Od 1955 do 1964 Schaefer kierował laboratorium Instytutu Badawczego Yablonets. W wolnym czasie Zdenek Schaefer zajmował się badaniami mykologicznymi, które stały się głównym jego hobby. Opracował liczny w gatunki rodzaj Russula (gołąbek), a po 1945 roku równie liczny rodzaj Lactarius (mleczaj).
W naukowych nazwach utworzonych przez niego taksonów dodawany jest skrót jego nazwiska Z. Schaef.